# Luis del Sol
Luis del Sol Cascajares (Arcos de Jalón, 1935. április 6. – Sevilla, 2021. június 20.) spanyol válogatott labdarúgó, edző.

## Pályafutása

### Klubcsapatban

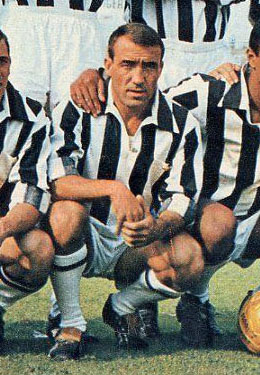
del Sol a Juventus színeiben

Luis del Sol Arcos de Jalón városában, Soria tartományban született, majd két hónapos korában családjával Andalúziába költözött. Hazájában játszott a Real Madrid és a Real Betis csapatában. A két csapat színeiben pályára lépett a ma ismert spanyol bajnoki rendszer elődjében, az akkori élvonalban fél szezon alatt hat gólt szerzett. 1960 áprilisában 6 millió pesetáért cserébe írt alá a Real Madridhoz, ahol kétszer spanyol bajnoki címet, egyszer pedig Interkontinentális kupát nyert.
1962 nyarán, a 27 évesen külföldre igazolt és az olasz Juventus játékosa lett. Ő volt a torinóiak első spanyol játékosa. 292 tétmérkőzésen 29 gólt szerzett, Omar Sívori távozását követően ő viselte a 10-es mezt. 1965-ben Olasz Kupát, 1967-ben bajnoki címet nyert. 1970-ben a del Sol csatlakozott az AS Roma csapatához, amelynek egy idő után csapatkapitánya lett. 50 bajnoki mérkőzésen négy gólt szerzett a fővárosi csapat mezében. Összességében Olaszországban több mint egy teljes évtizedet játszott. 
Az 1972-73-as szezon előtt visszatért a Betishez, majd innen vonult vissza 1973-ban.

### A válogatottban
A spanyol válogatottban 1963-ban mutatkozott be, 16 mérkőzésen három gólt szerzett címeres mezben. Részt vett az 1962-es és az 1966-os labdarúgó-világbajnokságon, valamint az 1964-es labdarúgó-Európa-bajnokságon.

## Statisztika

### Válogatott góljai
| #  | Dátum              | Helyszín                                              | Ellenfél  | Gólja | Végeredmény | Kiírás               |
| -- | ------------------ | ----------------------------------------------------- | --------- | ----- | ----------- | -------------------- |
| 1. | 1960. október 26.  | Wembley, London, Anglia                               | Anglia    | 1–1   | 4–2         | Barátságos mérkőzés  |
| 2. | 1961. június 11.   | Estadio Ramón Sánchez-Pizjuán, Sevilla, Spanyolország | Argentína | 1–0   | 2–0         | Barátságos mérkőzés  |
| 3. | 1961. november 12. | Stade Mohammed V, Casablanca, Marokkó                 | Marokkó   | 0–1   | 0–1         | 1962-es vb-selejtező |